# Llista de peixos del llac Biwa

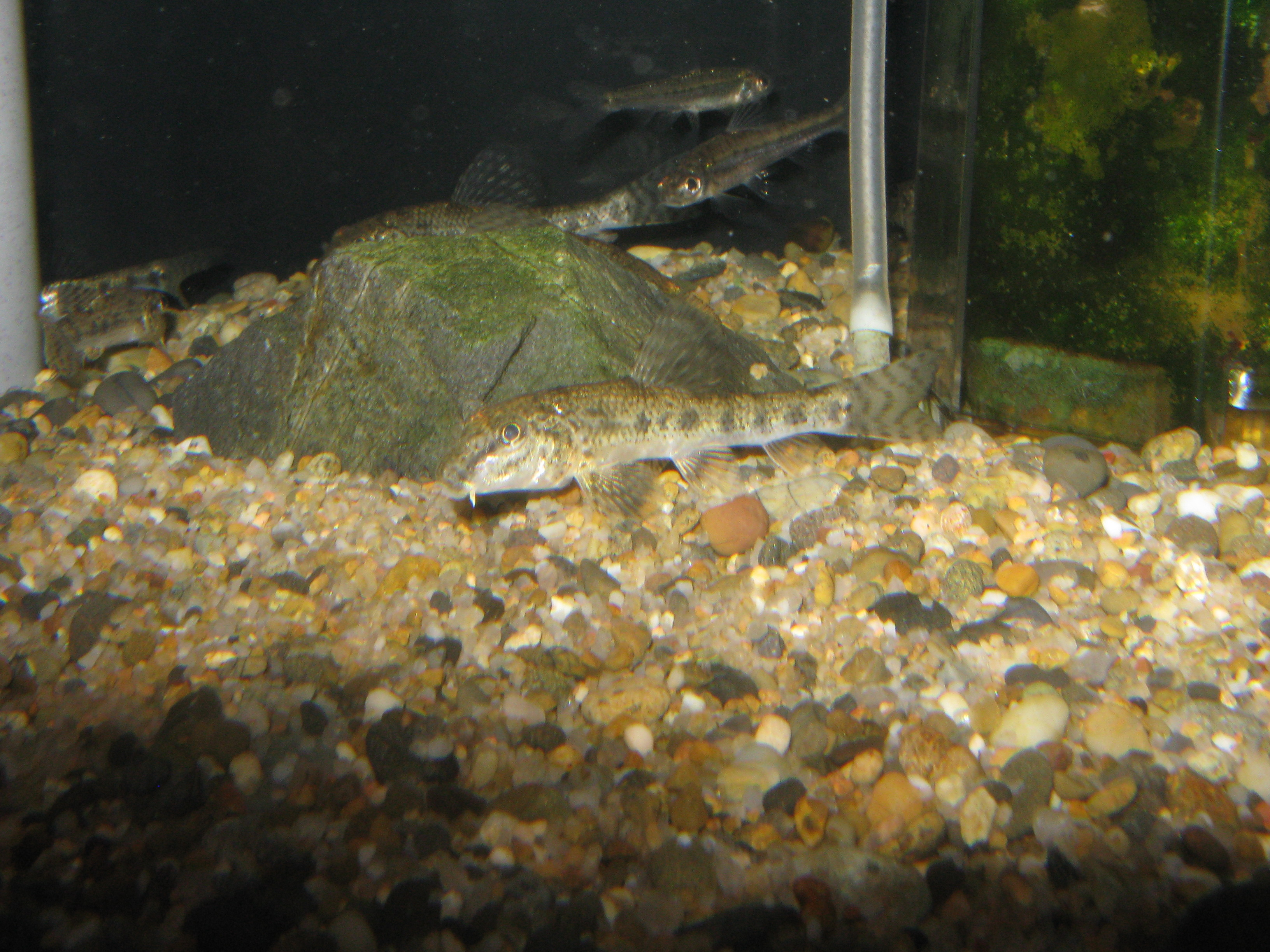
Abbottina rivularis

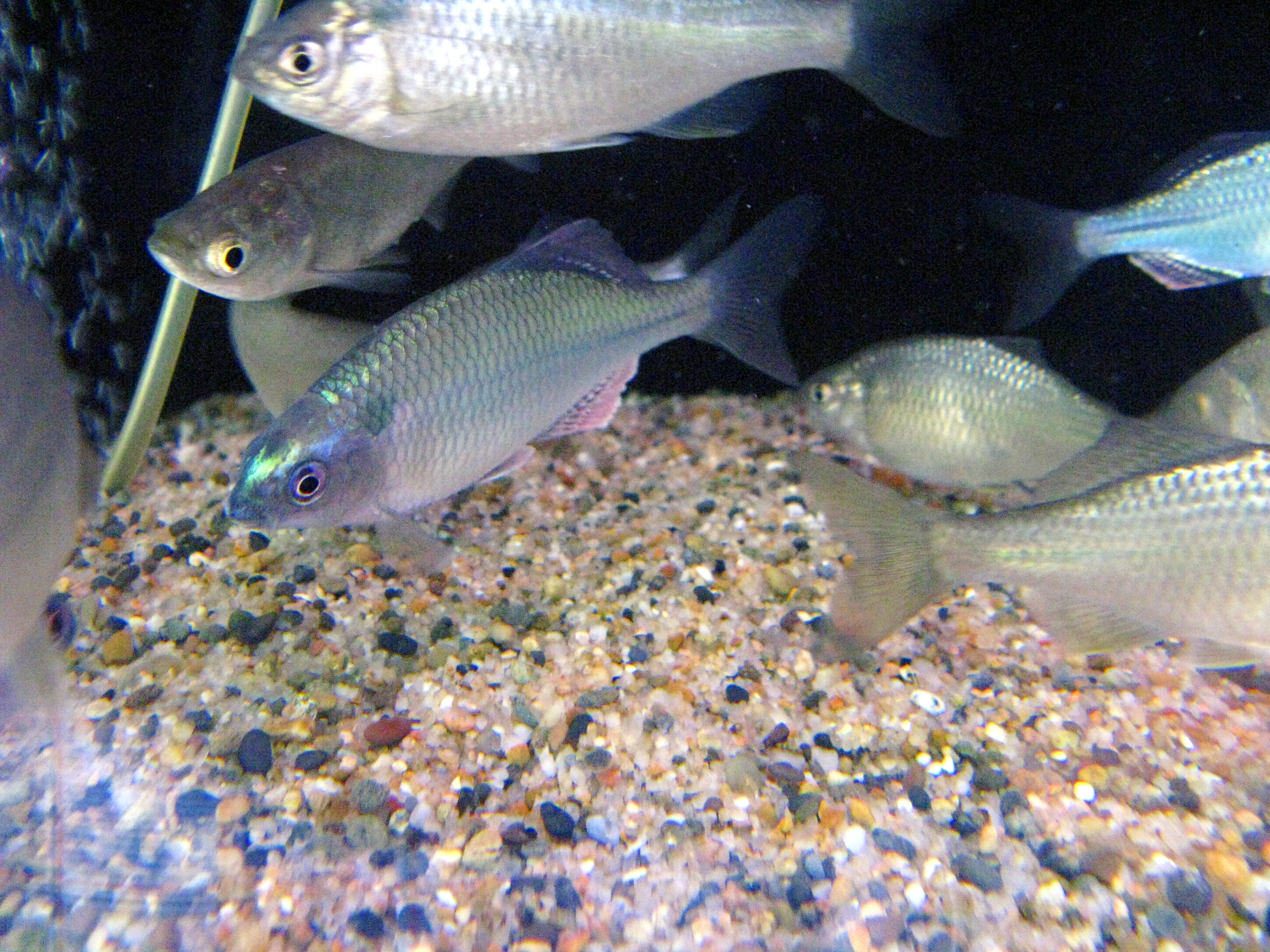
Acheilognathus rhombeus

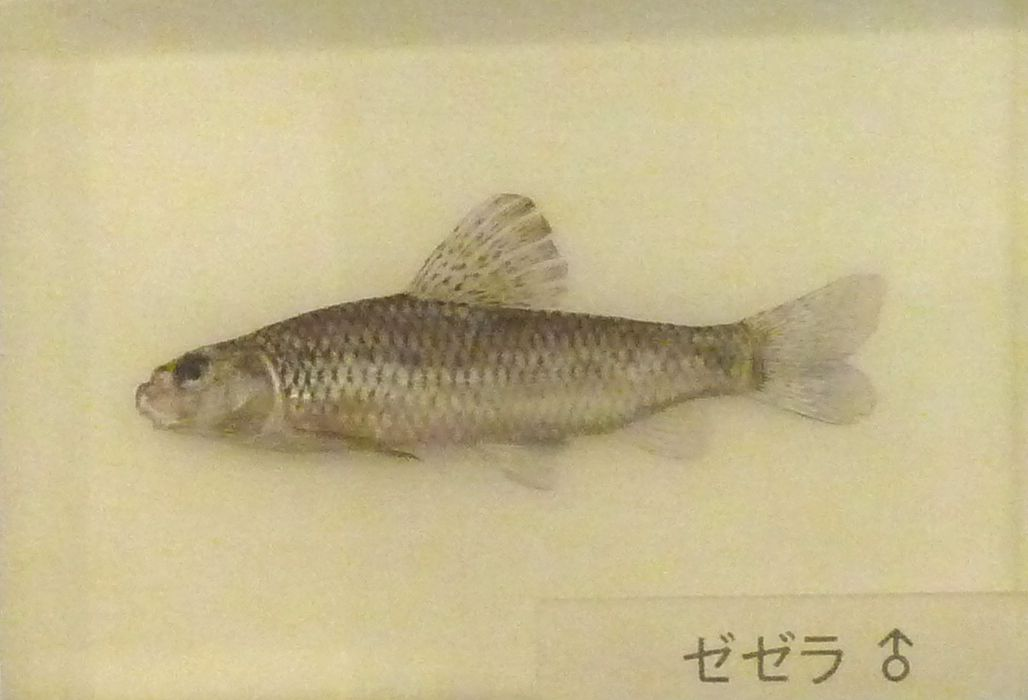
Mascle de Biwia zezera

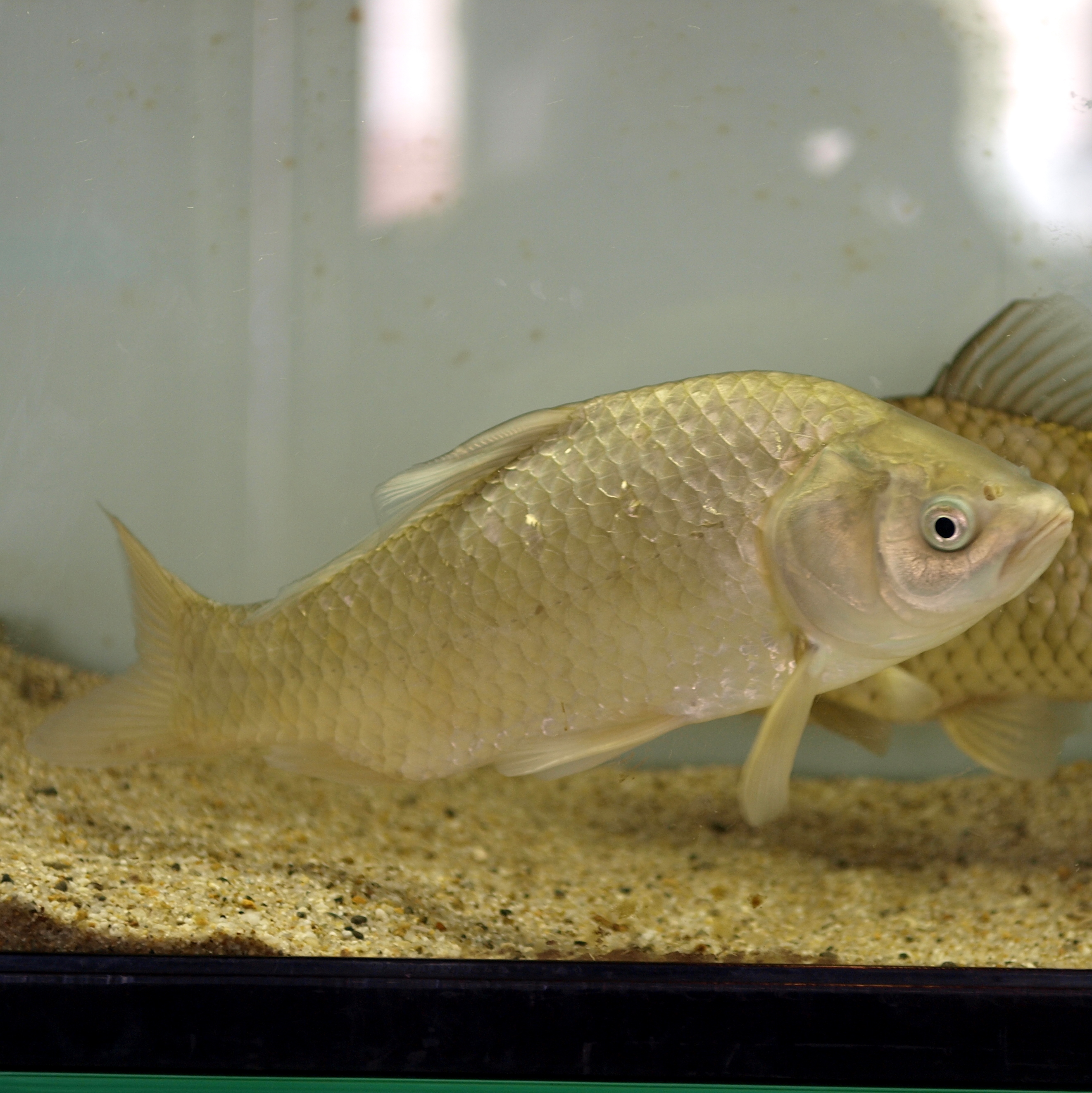
Carassius cuvieri

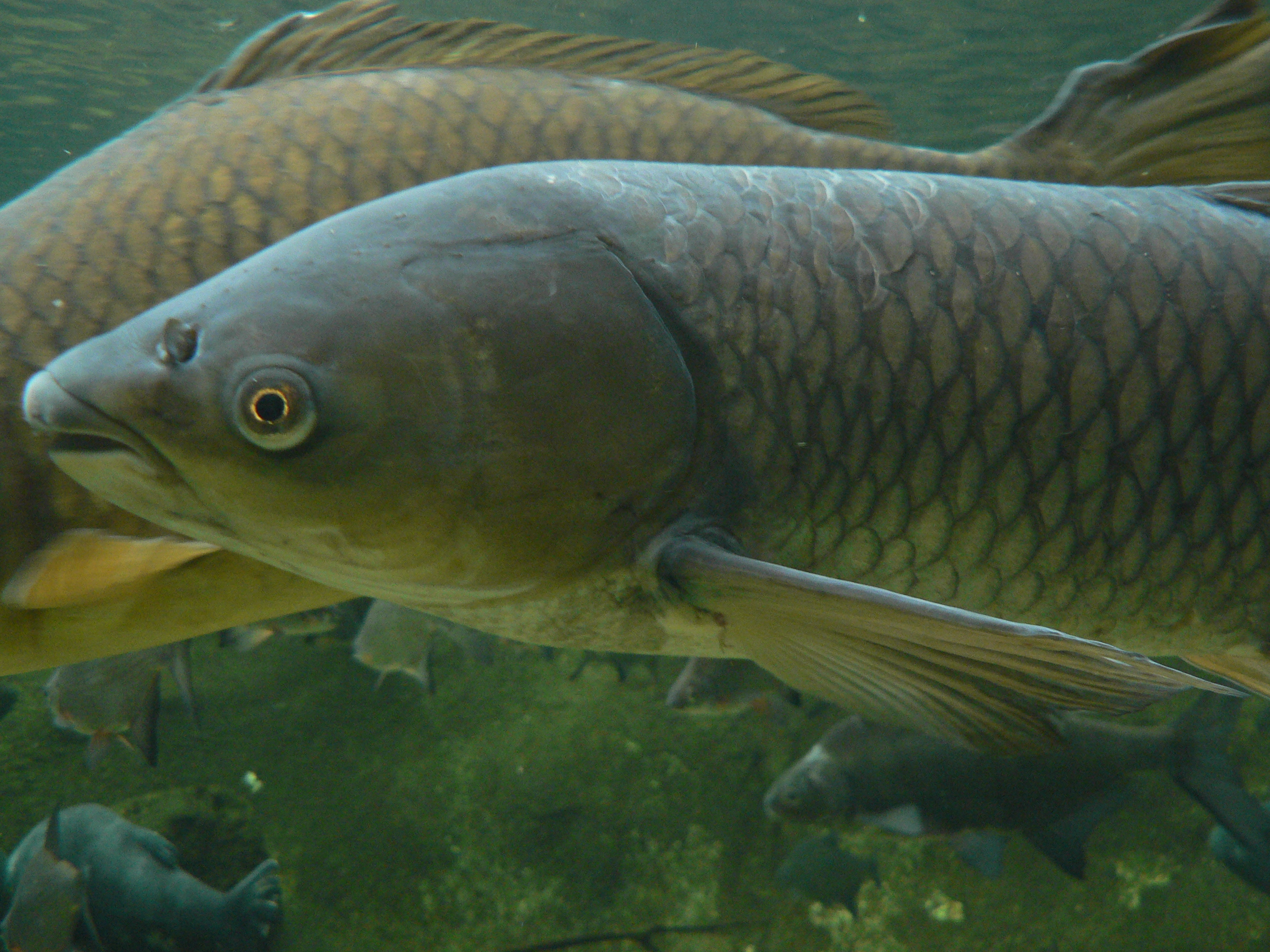
Ctenopharyngodon idella

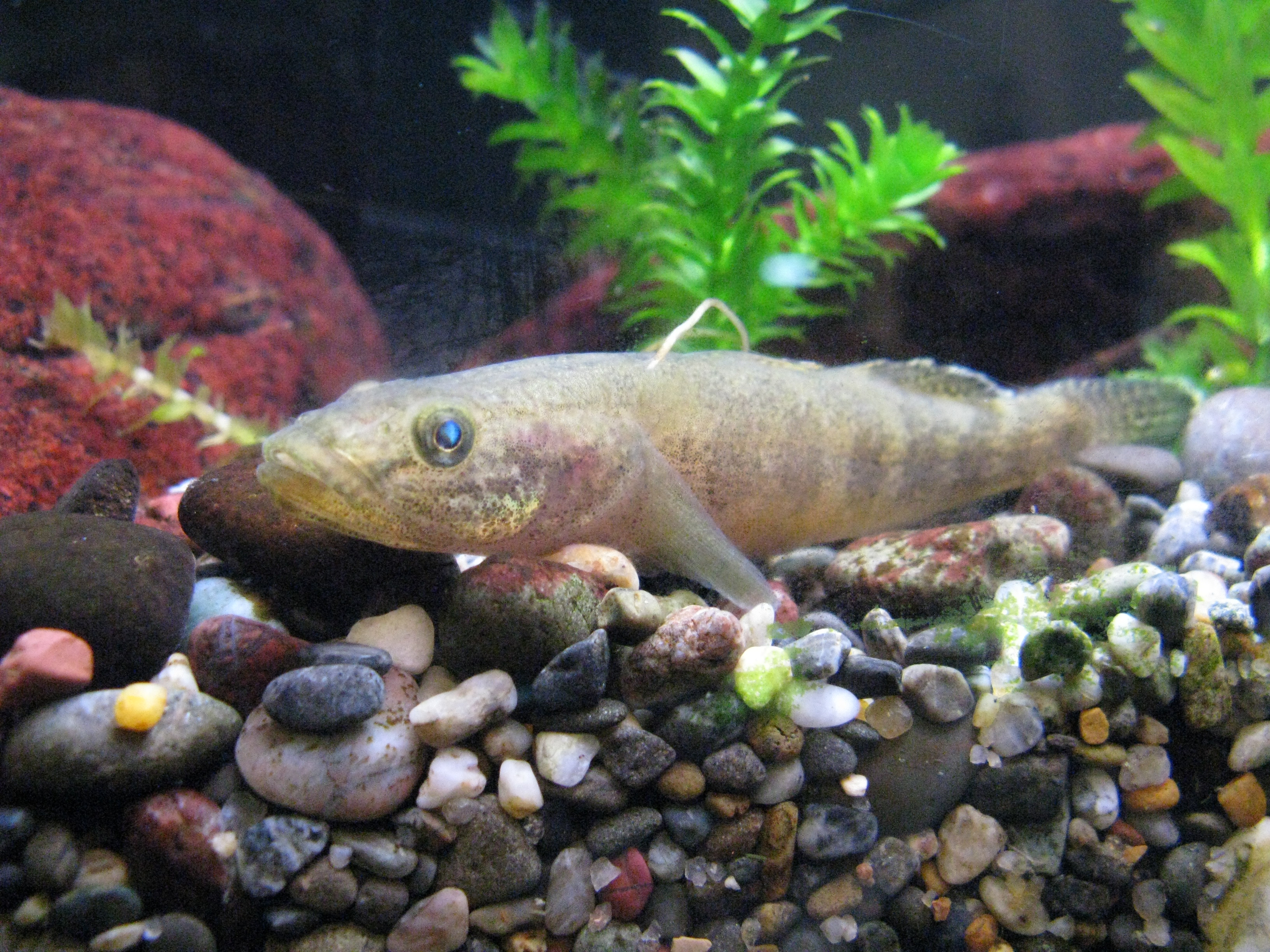
Gymnogobius urotaenia

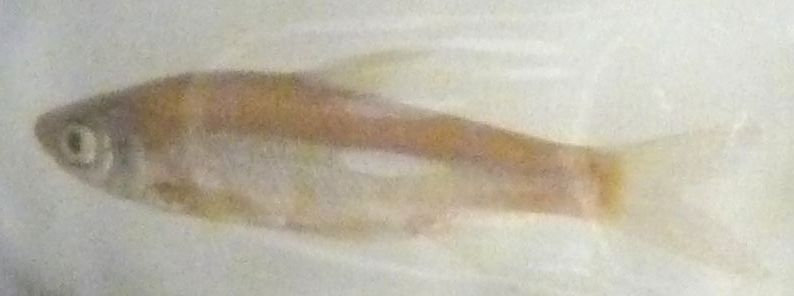
Ischikauia steenackeri

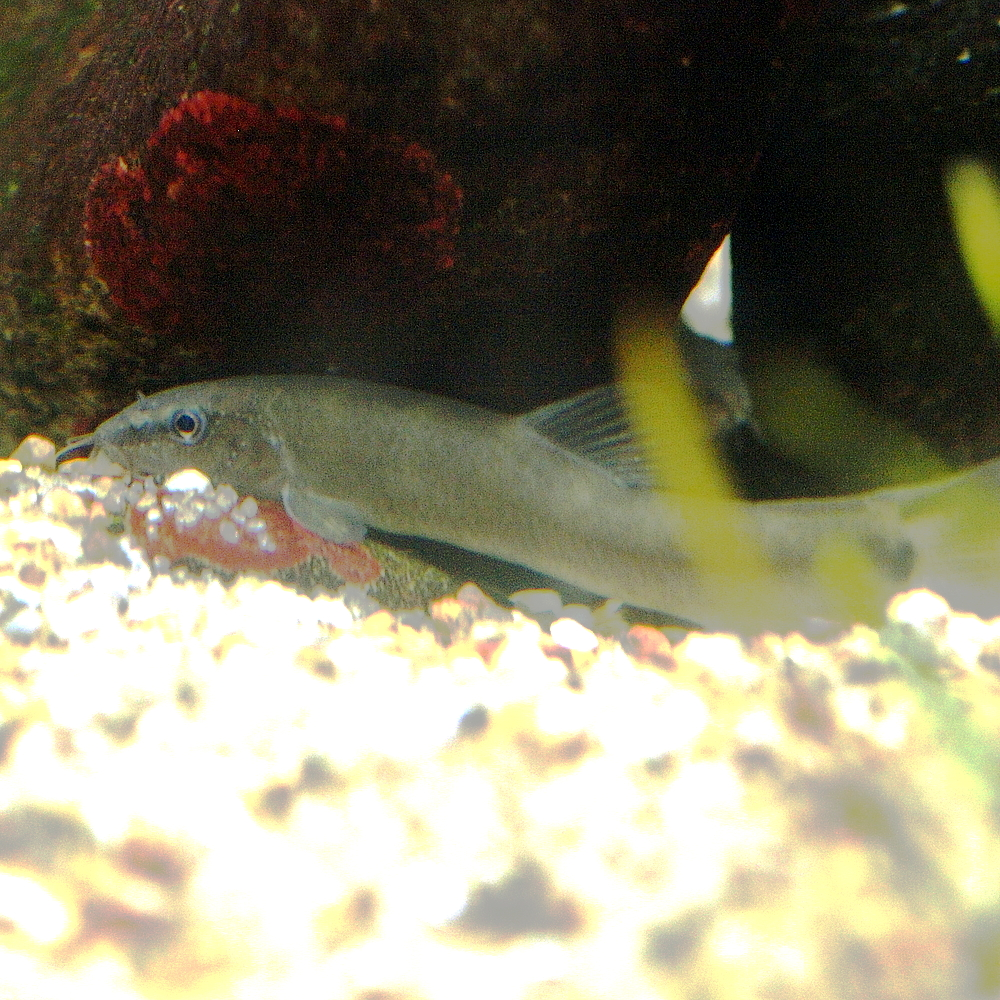
Leptobotia curta

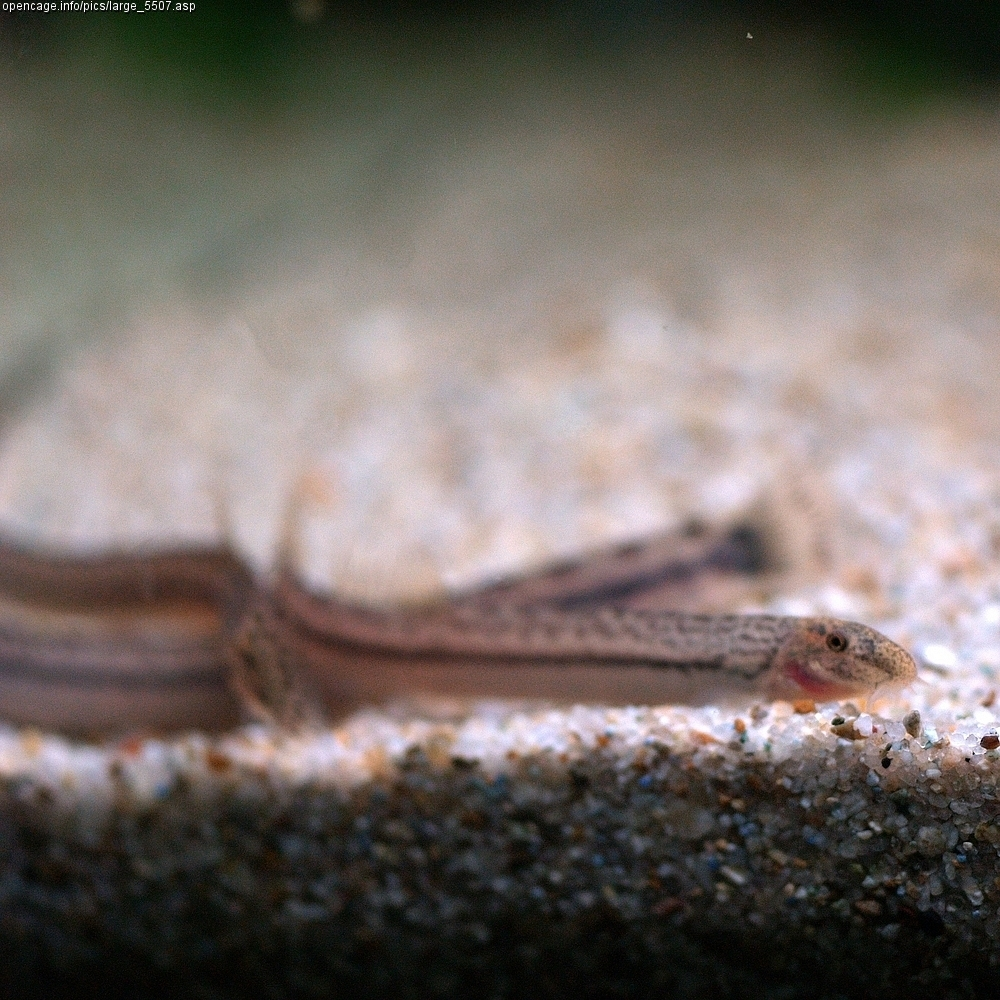
Niwaella delicata

Aquesta llista de peixos del llac Biwa -incompleta- inclou 71 espècies de peixos que es poden trobar al llac Biwa ordenades per l'ordre alfabètic de llur nom científic.

## A
- Abbottina rivularis
- Acheilognathus cyanostigma
- Acheilognathus rhombeus
- Acheilognathus tabira tabira

## B
- Biwia yodoensis
- Biwia zezera

## C
- Carassius auratus auratus
- Carassius auratus grandoculis
- Carassius auratus langsdorfii
- Carassius cuvieri
- Channa argus argus
- Cobitis biwae
- Cottus pollux
- Cottus reinii
- Ctenopharyngodon idella
- Cyprinus carpio carpio

## G
- Gasterosteus microcephalus
- Gnathopogon caerulescens
- Gnathopogon elongatus
- Gymnogobius isaza
- Gymnogobius urotaenia

## H
- Hemibarbus labeo
- Hemibarbus longirostris
- Hemigrammocypris rasborella
- Hypomesus nipponensis
- Hypophthalmichthys molitrix

## I
- Ischikauia steenackeri

## L
- Lefua echigonia
- Lepomis macrochirus
- Leptobotia curta
- Lethenteron reissneri
- Liobagrus reinii

## M
- Micropterus salmoides
- Misgurnus anguillicaudatus
- Mylopharyngodon piceus

## N
- Nipponocypris sieboldii
- Nipponocypris temminckii
- Niwaella delicata

## O
- Odontobutis obscura
- Oncorhynchus masou masou
- Oncorhynchus mykiss
- Oncorhynchus rhodurus
- Opsariichthys uncirostris
- Oryzias latipes

## P
- Pelteobagrus nudiceps
- Plecoglossus altivelis altivelis
- Pseudogobio esocinus
- Pseudorasbora parva
- Pungtungia herzi

## R
- Rhinogobius flumineus
- Rhodeus ocellatus kurumeus
- Rhodeus ocellatus ocellatus
- Rhodeus smithii
- Rhynchocypris oxycephalus

## S
- Salvelinus leucomaenis leucomaenis
- Salvelinus leucomaenis pluvius
- Sarcocheilichthys biwaensis
- Sarcocheilichthys variegatus microoculus
- Silurus asotus
- Silurus biwaensis
- Silurus lithophilus
- Squalidus chankaensis biwae
- Squalidus chankaensis chankaensis
- Squalidus gracilis gracilis
- Squalidus japonicus japonicus

## T
- Tanakia lanceolata
- Tanakia limbata
- Tanakia shimazui
- Tribolodon hakonensis
- Tridentiger brevispinis

## Z
- Zacco platypus[1]